# Beth Broderick
Beth Alison Broderick (ur. 24 lutego 1959 w Falmouth) – amerykańska aktorka filmowa i telewizyjna oraz reżyserka.

## Filmografia
- Under the Dome (2013–2015) jako Rose Twitchell
- Timber Falls (2007) jako Ida
- State's Evidence(2006) jako mama Scotta
- Nie z tego świata (Supernatural) (2005) jako Alice Miller (gościnnie)
- Tajemnicza kobieta: Tajemniczy weekend (Mystery Woman: The Mystery Weekend)(2005) jako Claire Beckman
- Bezpieczeństwo narodowe (Homeland Security (I))(2004) jako Elise McKee
- Zagubieni (Lost) (2004) jako Diane (gościnnie)
- Inner Circle, The(2004) jako Jean
- Heroes of Comedy: Women on Top(2004) jako ona sama
- CSI: Kryminalne zagadki Miami (CSI: Miami)(2002) jako Mona (gościnnie)
- CSI: Kryminalne zagadki Las Vegas (CSI: Crime Scene Investigation) (2000) jako Belinda / Linda (gościnnie)
- Psycho Beach Party (2000) jako Mrs. Forrest
- Faceci w czerni (Men in Black: The Series) (1997–2001) jako Aileen
- Women: Stories of Passion (1997) jako Ellie (gościnnie)
- Polubić czy poślubić (Fools Rush In) (1997) jako Tracey Burnham
- Aniołek z piekła rodem (Teen Angel) (1997–1998) jako Zelda Spellman (gościnnie)
- Sabrina, nastoletnia czarownica (Sabrina, the Teenage Witch) (1996–2003) jako Zelda Spellman
- Zemsta Matki (Maternal Instincts) (1996) jako Julie Taft
- French Exit (1995) jako Andie Ross
- Ostry dyżur (ER) (1994) jako Edith Landry (gościnnie)
- Łowca cieni (Shadowhunter) (1993) jako Bobby Cain
- Morderstwo doskonałe (In The Deep Woods) (1992) jako Myra Cantrell
- Hearts Afire (1992–1995) jako Dee Dee Starr
- Tęsknota nocy (Are You Lonesome Tonight?) (1992) jako Laura
- Drexell's Class (1991–1992) jako Maria (gościnnie)
- Thousand Pieces of Gold (1991) jako Berthe
- Fajerwerki próżności (Bonfire of the Vanities, The) (1990) jako Caroline Heftshank
- Glory Days (1990) jako Sheila Jackson
- Get a Life (1990–1992) jako Jackie (gościnnie)
- Przystanek Alaska (Northern Exposure) (1990–1995) jako Linda Angelo (gościnnie)
- ABC TGIF (1990–2001) jako Zelda
- Nutt House, The (1989) jako Gwen Goode
- Mancuso, FBI (1989–1990) jako Dallas (gościnnie)
- Doctor Doctor (1989–1991) jako Roxanne Abrams (gościnnie)
- Murphy Brown (1988–1998) jako Rita (gościnnie)
- Świat według Bundych (Married... with Children) (1987–1997) jako panna Penza (gościnnie)
- Student Affairs (1987) jako Alexis
- Sex Appeal (1986) jako Fran
- Matlock jako Jane Barnes (1988) (gościnnie)
- Opowieści z ciemnej strony (Tales from the Darkside) (1984–1988) jako Głos z radia (gościnnie)